# Обуховка (Чамзінський район)
Обу́ховка (рос. Обуховка, ерз. Обуховка) — присілок у складі Чамзінського району Мордовії, Росія. Входить до складу Апраксінського сільського поселення.

## Населення
Населення — 6 осіб (2010; 12 у 2002).
Національний склад (станом на 2002 рік):
- росіяни — 92 %